# Себастьян Інгроссо
Себастьян Інгроссо (англ. Sebastian Ingrosso; нар. 21 квітня 1983 у Стокгольмі, Швеція) — Діджей, продюсер, музикант, власник лейблу Refune. Входив до складу колективу Swedish House Mafia. У 2010 році, журнал DJ Magazine оголосив підсумки Top 100 DJ Poll, Sebastian Ingrosso зайняв 16 місце.

## Біографія

### Ранні роки та завоювання популярності
На життєвий вибір Sebastian Ingrosso вплинув батько, який володів двома музичними студіями. З дитинства Себастьян проводив весь час там, а вже в 14 років писав перші ремікси і створював перші треки. Як справжній італієць, свій перший сет відіграв в піцерії, а вже 2009 року грав на Sensation White перед 25 тис. людей. Він народився в Гремстауні, ПАР, а виріс у столиці Швеції — Стокгольмі. Почав кар'єру ді-джея та музиканта разом зі своїм другом дитинства Steve Angello в середині 90-х, створивши свої перші хіти — Freshly Squeezed і Echo Vibes на лейблі Joya Records. Так само зі Стівом вони створили безліч робіт під різними псевдонімами — Buy Now, Fireflies, General Moders, Mode Hookers, Outfunk, The Sinners.
Перебуваючи під сильним впливом Daft Punk, Себастьян активно шукав шляхи розвитку хаузу в рідній Швеції. У 2005 році Erick Morillo розпізнав у Анжело і Інгроссо величезний потенціал і відразу ж вписав їх в Subliminal team. Результатом став вихід Subliminal Sessions. Крім того, на його рахунку значиться компіляція на одному з провідних світових лейблів — Ministry Of Sound Sessions 14, що вийшла в 2007 році.

### На піку слави
Sebastian Ingrosso — успішний власник лейблу Refune Records, орієнтованого на Trance і Progressive house музику, феноменальний реміксер. Компанія ID&T — найбільший організатор танцювальних рейвів, вибрала його одним з хедлайнерів фестивалю Sensation в 2009 році, що проходять нині по всьому світу. Його талант був помічений і Ingrosso, Steve Angello і Axwell об'єднались в гурт Стокгольмського хаузу під назвою Swedish House Mafia.
24 червня 2012 року тріо Swedish House Mafia оголосило про розпад.

#### Swedish House Mafia
Проект був утворений в кінці 2008 року. До групи увійшли три хаус діджея і продюсера: Sebastian Ingrosso, Axwell і Steve Angello. Шведська хаус-мафія випустила свій перший сингл «One» під ім'ям Swedish House Mafia 26 травня 2010 року, де він домігся міжнародного успіху. 24 червня 2012 року на своєму офіційному сайті розмістили оголошення про припинення діяльності проекту. Sebastian Ingrosso заявив, що продовжить свою кар'єру сольно.

## Дискографія

### Мікси та альбоми

#### 2005
- Mixmag presents Ibiza 4AM (with Steve Angello)
- Subliminal Sessions 8 (with Steve Angello)

#### 2007
- Ministry of Sound presents Sessions 14

#### 2008
- Mixmag compilation (August issue)

#### 2009
- Golden Wave (with Steve Angello)

#### 2010
- Mixmag presents Ibiza Closing (October issue)
- Sensation White — Celebrate Life Official compilation (CD1)

### Сингли

#### 2000
- «Par Telephone»
- «Aero» (with Unless)
- «Dreams of Beirut» (з Luciano Ingrosso)

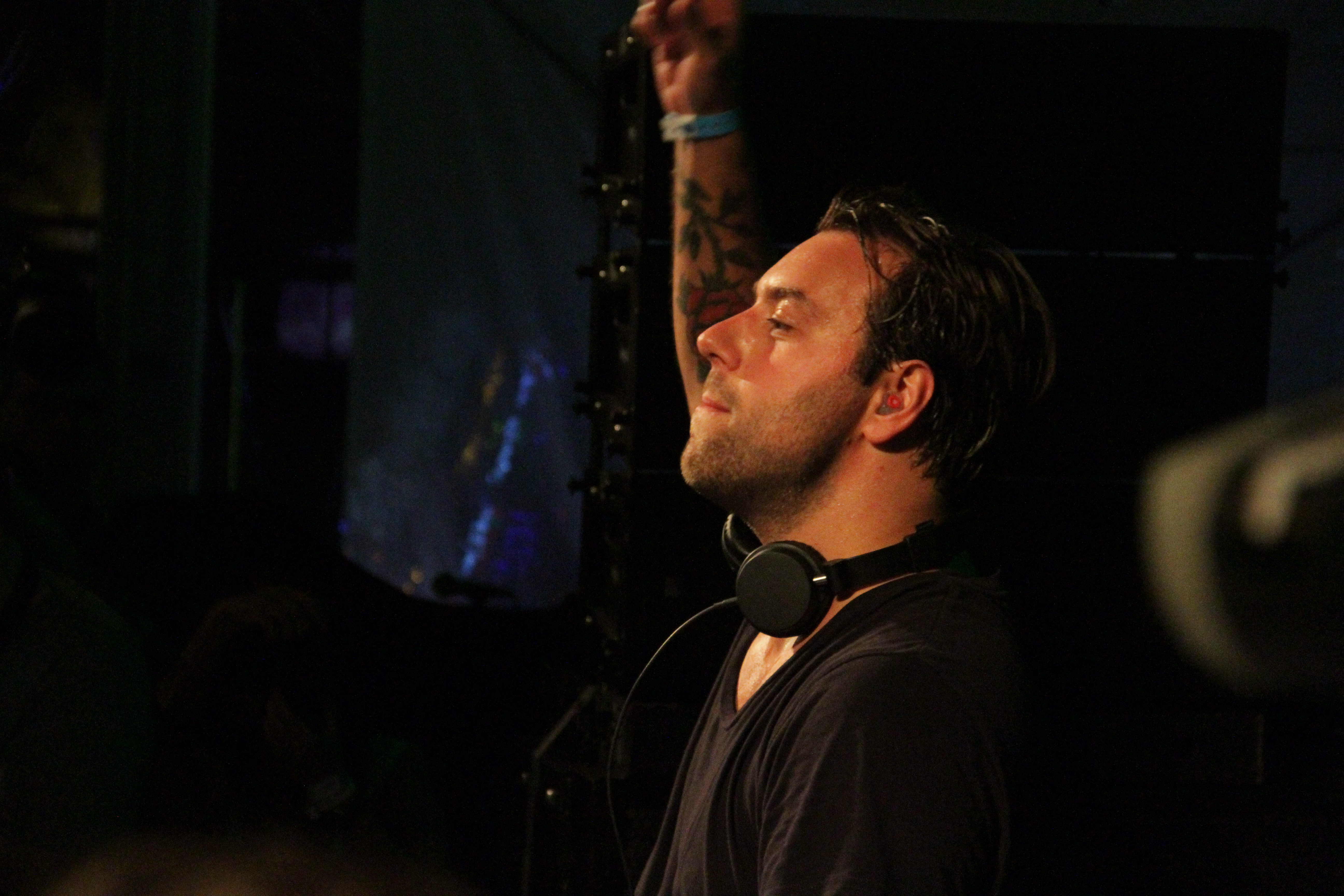
Інґроссо за роботою

#### 2001
- «Freshly Squesed EP» (як Outfunk)

#### 2002
- «Moonflower» (з Luciano Ingrosso)
- «Echo Vibes» (як Outfunk)

#### 2003
- «Lost in Music» (as Outfunk)
- «Sin EP1» (як The Sinners)
- «Sin EP2» (як The Sinners)

#### 2004
- «Stockholm Disco EP» (з John Dahlback)
- «Mode Machine EP»
- «Hook Da Mode EP»
- «Cross the Sky» (як General Moders)
- «Swing Me Daddy» (як Mode Hookers)
- «Yo Yo Kidz» (з Steve Angello)

#### 2005
- «Together» (з Axwell)
- «For Sale» as Buy Now (з Steve Angello)
- «83-83» (з Steve Angello)
- «Mode Machine»
- «Body Beat»
- «Yeah» (з Steve Angello)
- «Breathe/Instrumenetal» (як Mode Hookers)
- «Stockholm 2 Paris» (як First Optional Deal)

#### 2006
- «Stockholm Disco EP»
- «I can't Get Enough» (як Fireflies, з Alexandra Prince)
- «Infatuation of a Dancing Belmun»
- «Click» (з Steve Angello)

#### 2007
- «It's True» (with Axwell)
- «Umbrella» (with Steve Angello)
- «Get Dumb» (with Axwell, Steve Angello & Laidback Luke)
- «Lick My Deck» (With John Dahlback)

#### 2008
- «Fired UP/Click»
- «555» (з Steve Angello)
- «Partouze» (з Steve Angello)
- «Body Crash» as Buy Now! (з Steve Angello)

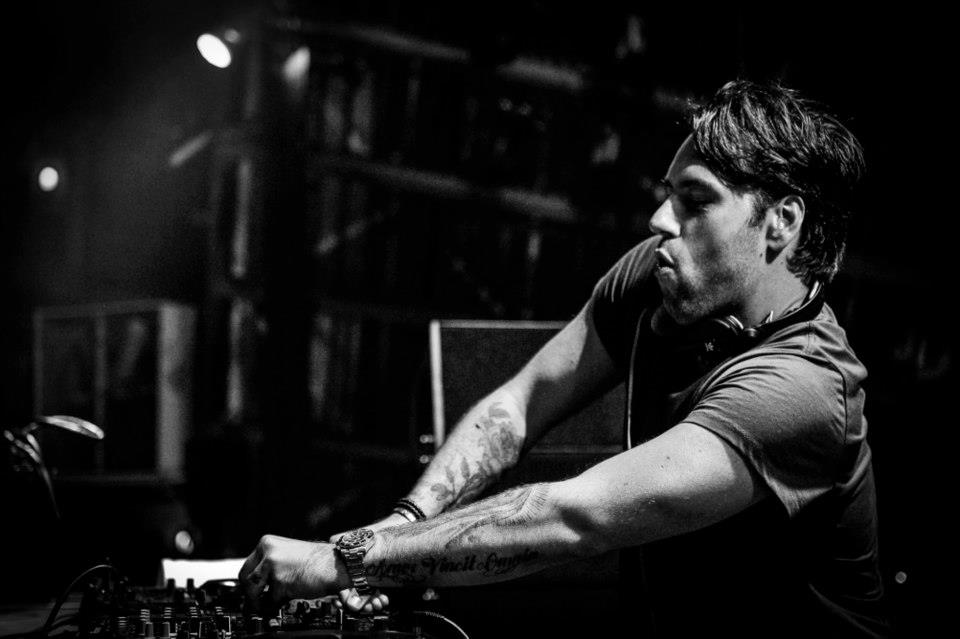
На виступі в клубі Ushuaia, Ibiza

- «Chaa Chaa»На виступі в клубі Ushuaia, Ibiza
- «IT» (з Steve Angello & Laidback Luke)

#### 2009
- «Meich» (with Dirty South)
- «Leave the World Behind» (з Axwell, Steve Angello & Laidback Luke ft. Deborah Cox)
- «Laktos»
- «Kidsos»
- «How Soon Is Now» (з Julie McKnight з David Guetta і Dirty South)

#### 2011
- «Calling» (з Alesso)

#### 2012
- «Reload» (з Tommy Trash)

#### 2016
- «Dark river»
- «Dark river (Festival version)»

### Продюсер

#### 2008
- Lazee — Rock Away
- Lazee — can't Change Me

#### 2009
- Kid Sister — Right Hand Hi

#### 2010
- Kylie Minogue — Stupid Boy

### Ремікси

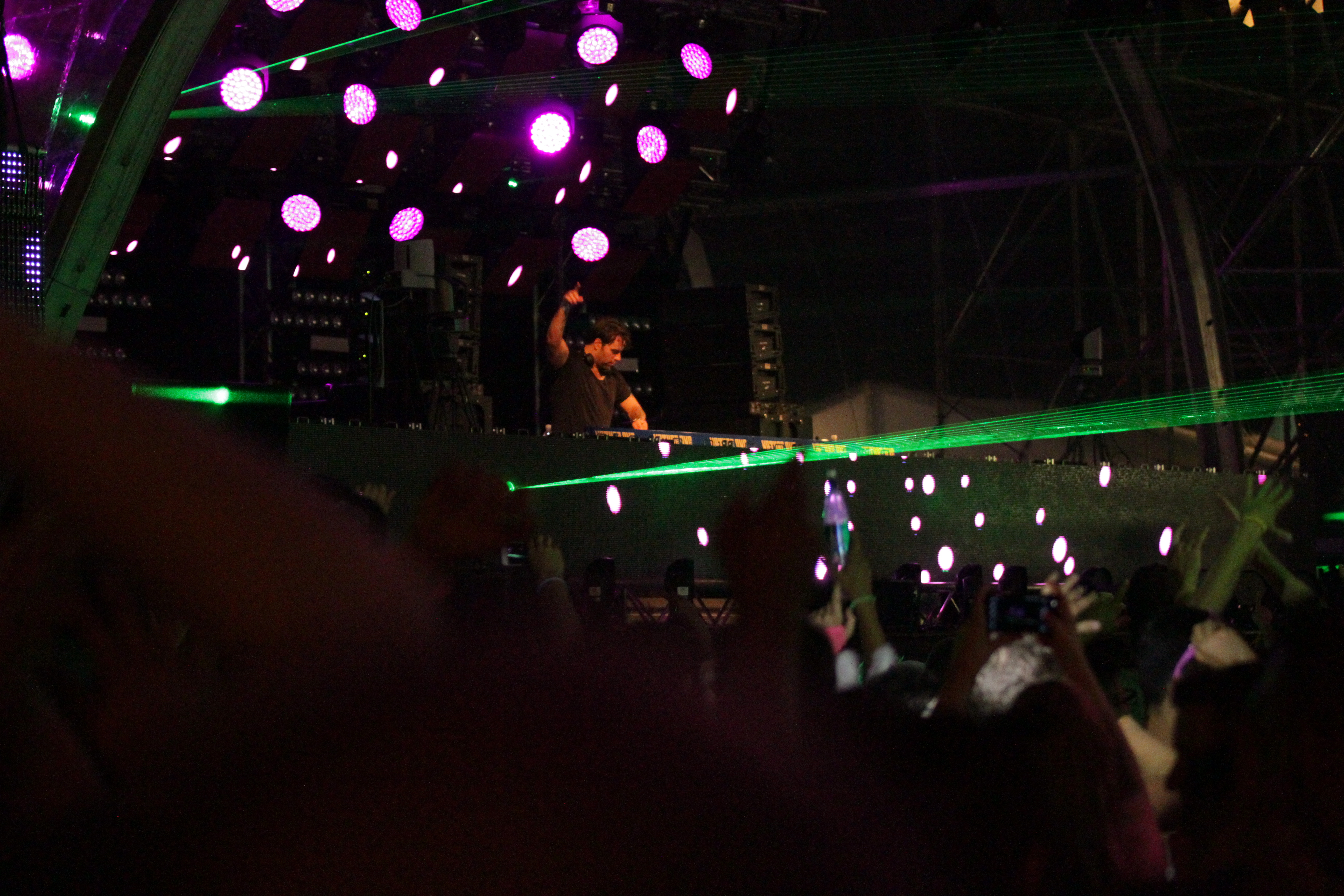
Лазерне шоу на виступі Інґроссо

#### 2002
- Sheridan — Wants Vs. Needs
- Robyn — Keep This Fire Burning

#### 2003
- Arcade Mode — Your Love (Angello & Ingrosso Remix)

#### 2004
- Dukes Of Sluca — don't Stop: Remixes
- Steve Angello — Acid / Euro
- Eric Prydz — Call On Me (Angello & Ingrosso Remix)

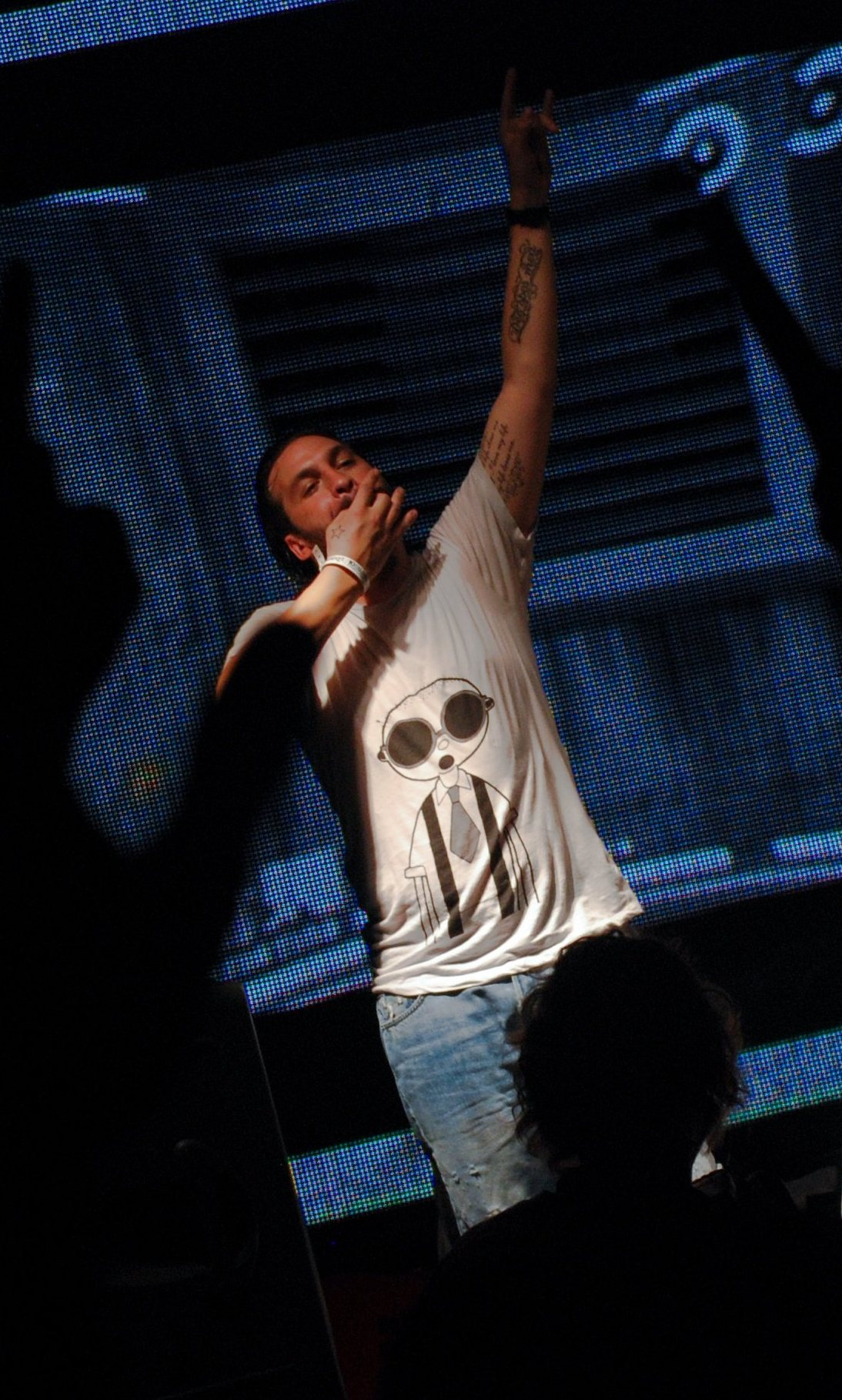

- StoneBridge — Put 'Em High (Steve Angello & Sebastian Ingrosso Remix)

#### 2005
- In-N-Out — EQ-Lizer (Angello & Ingrosso Remix)
- Steve Lawler — That Sound (Angello & Ingrosso Remix)
- Robbie Rivera & StoneBridge — One Eye Shut (Steve Angello & Sebastian Ingrosso Remix)
- Naughty Queen — Famous & Rich (Angello & Ingrosso Remix)
- Sahara — Everytime I Feel It (Steve Angello Remix)
- Full Blown — Some Kinda Freak
- Modern, The — Industry
- Joachim Garraud — Rock The Choice (Sebastian Ingrosso Remix)
- Moby — Dream About Me
- Tony Senghore — Peace (Sebastian Ingrosso Remix)
- Ernesto Vs Bastian — Dark Side Of The Moon (with Axwell)
- Deep Dish — Say Hello (Angello & Ingrosso Remix)
- Röyksopp — 49 Percent (Angello & Ingrosso Remix)
- Alex Neri — Housetrack
- DJ Flex And Sandy W — Love For You (Angello & Ingrosso Remix)

#### 2006
- Ultra dj's — Me & U (Steve Angello & Sebastian Ingrosso Edit)
- Justin Timberlake — My Love (Angello & Ingrosso Remix)
- Eric Prydz vs. Floyd — Proper Education
- Julien Jabre — Swimming Places (Sebastian Ingrosso Re-Edit)

#### 2007
- Robbie Rivera — One Eye Shut (Angello & Ingrosso Remix)
- Hard-Fi — Suburban Knights (Angello & Ingrosso Remix)

#### 2008
- Felix Da Housecat ft P Diddy — Jack U (Angello & Ingrosso Remix)

#### 2010
- Mohombi — Bumpy Ride
- Miike Snow — Silvia (Sebastian Ingrosso & Dirty South Remix)

### Swedish House Mafia
все у співпраці з Axwell і Steve Angello

### Сингли

#### 2010
- «One»
- «One» (Your Name)" feat. Pharrell Williams)
- «Miami 2 Ibiza»
- «Miami 2 Ibiza» vs. Tinie Tempah

#### 2011
- «Save The World» (Ft. John Martin)
- «Antidote» (ft. Knife Party)

#### 2012
- «Хорт» (supporting by Absolut)
- «Don't You Worry Child» [feat. John Martin]

### Ремікси

#### 2011
- «Coldplay — Every Teardrop Is A Waterfall» (Swedish House Mafia Remix)

Axwell Λ Ingrosso
все у співпраці з Axwell

#### 2014
- Axwell Λ Ingrosso — We Come, We Rave, We Love
- Axwell Λ Ingrosso — can't Hold Us Down
- Axwell Λ Ingrosso — Something New

#### 2015
- Axwell Λ Ingrosso — On My Way
- Axwell Λ Ingrosso — Sun Is Shining
- Axwell Λ Ingrosso — This Time

#### 2016
- Axwell Λ Ingrosso ft. Pharrell Williams — Dream Bigger
- Axwell Λ Ingrosso — Thinking About You

#### 2017
- Axwell Λ Ingrosso ft. Kid Ink — I Love You
- Axwell Λ Ingrosso — Renegade
- Axwell Λ Ingrosso — More Than You Know
- Axwell Λ Ingrosso — Dreamer

#### 2018
- Axwell Λ Ingrosso ft. RØMANS — Dancing Alone